# Ґузув (Жирардовський повіт)
Ґузув (пол. Guzów) — село в Польщі, у гміні Віскітки Жирардовського повіту Мазовецького воєводства.
Населення — 1013 осіб (2011).
У 1975-1998 роках село належало до Скерневицького воєводства.

## Демографія
Демографічна структура станом на 31 березня 2011 року:
|          | Загалом | Допрацездатний вік | Працездатний вік | Постпрацездатний вік |
| -------- | ------- | ------------------ | ---------------- | -------------------- |
| Чоловіки | 514     | 103                | 360              | 51                   |
| Жінки    | 499     | 97                 | 297              | 105                  |
| Разом    | 1013    | 200                | 657              | 156                  |